# Jacob bénissant les fils de Joseph
Jacob bénissant les fils de Joseph est une peinture à l'huile sur toile réalisée par Le Guerchin en 1620 et conservée depuis 2008 au musée de la galerie nationale d'Irlande à Dublin.

## Description
Le tableau représente une scène de l'Ancien Testament lors de laquelle le patriarche Jacob donne sa bénédiction à ses petits-fils Ephraïm et Manassé en présence de son fils Joseph,. 

## Historique
Après avoir été acquis par le célèbre historien d'art Denis Mahon en 1934, pour la modeste somme de 120 £, le tableau passe ensuite dans les collections de la galerie nationale d'Irlande : Mahon le lui confie en effet par donation en 2008. L’œuvre bénéficie entre 2016 et 2018 d'une restauration et d'études approfondies en collaboration avec le musée Getty de Los Angeles ; elle est désormais conservée à Dublin, où elle est considérée comme un chef-d’œuvre du peintre bolonais.